# Centro imolese documentazione resistenza antifascista e storia contemporanea
Il Centro imolese documentazione resistenza antifascista e storia contemporanea (CIDRA), è un'associazione culturale istituita nel 1983 per volontà del fondatore Elio Gollini, il quale partendo dalla collezione personale di cimeli raccolti durante il periodo della lotta partigiana nell'imolese tra il 1943 e il 1945, con l'aiuto dell'amministrazione comunale aprì il centro di documentazione in via dei Mille a Imola, città che proprio nel 1983 ottenne la Medaglia d'oro al valor militare per il contributo dato durante la Liberazione.

## Storia
Fondato nel 1983, il Cidra divenne parte dell'Istituto Nazionale della Resistenza e Lotta di Liberazione in Italia (Insmli) dal 1988, nel 2014 il centro si è trasferito dalla sua sede storica in via dei Mille per occupare il complesso dell'ex Annunziata in via Fratelli Bandiera, 23, sempre nel centro di Imola. Il centro di documentazione si occupa principalmente di raccogliere e conservare materiale e documenti relativi al periodo storico che va dall'Unità d'Italia al secondo dopoguerra in Italia, concentrando il proprio impegno nel periodo relativo alla resistenza italiana. All'interno della sede è inoltre possibile visitare una mostra permanente sulla storia della Resistenza e del novecento, ed effettuare studi archivistici per ricerche e pubblicazioni grazie ai fondi librari e archivistici conservati nella struttura.